# Kayah li
Kayah li (ꤊꤢꤛꤢꤟ ꤜꤤ) är ett skriftsystem som används för att skriva kayahspråken öst-kayah li och väst-kayah li som är medlemmar av den karenska grenen av den sinotibetanska språkfamiljen. De är också kända som röd karen och karenni. Öst-kayah li talas av runt 360 000 personer och väst-kayah li av runt 210 000, mestadels i kayah- och karen-staterna i Myanmar men också i Thailand.

## Historia
Skriften skapades av Htae Bu Phae i mars 1962, delvis som ett svar på att ortografier baserade på det latinska alfabetet hade börjat dyka upp efter år 1950. Den lärs ut i flyktingläger i Thailand. Kayah lis släktskap med de brahmiska skrifterna kan ses i dess bokstavsordning och i formen på den del tecken även om de flesta av dem utvecklats självständigt. Åtminstone nio av tecknen bär ett släktskap till den burmesiska skriften.

## Beskrivning
Till skillnad från den burmesiska skriften är kayah li ett äkta alfabet eftersom konsonant-tecknen inte har någon medföljande vokal. Fyra av vokalerna skrivs med egna tecken, övriga med en kombination av tecknet för a och ett diakritiskt tecken. De diakritiska tecknen kan också kombineras med tecknet för ơ för att representera ljud som förekommer i lånord. Vidare finns det också tre diakritiska tecken som används för att markera ordtoner. Till skillnad från vokaldiakriterna, som skrivs ovanför bastecknet, skrivs dessa undertill.

### Vokaler
| ꤢ   | ꤣ   | ꤤ   | ꤥ   | ꤢꤦ   | ꤢꤧ   | ꤢꤨ   | ꤢꤩ   | ꤢꤪ   |
| --- | --- | --- | --- | --- | --- | --- | --- | --- |
| a   | ơ   | i   | ô   | ư   | e   | u   | ê   | o   |
| [a] | [ɤ] | [i] | [o] | [ɯ] | [ɛ] | [u] | [e] | [ɔ] |

#### Vokaler för lånord
| ꤣꤦ    | ꤣꤧ    | ꤣꤨ    | ꤣꤩ    | ꤣꤪ    |
| ---- | ---- | ---- | ---- | ---- |
| ơư   | ưe   | ơu   | ơê   | ơo   |
| [ɤɯ] | [ɯɛ] | [ɤu] | [ɤe] | [ɤɔ] |

### Tonmarkörer
| ꤢ꤫   | ꤢ꤬   | ꤢ꤭     |
| --- | --- | ----- |
| hög | låg | medel |

### Konsonanter
| ꤊ   | ꤋ    | ꤌ   | ꤍ   | ꤎ       | ꤏ    | ꤐ   | ꤑ    |
| --- | ---- | --- | --- | ------- | ---- | --- | ---- |
| k   | kh   | g   | ng  | s       | sh   | zh  | ny   |
| [k] | [kʰ] | [g] | [ŋ] | [s]     | [sʰ] | [ʑ] | [ɲ]  |
| ꤒ   | ꤓ    | ꤔ   | ꤕ   | ꤖ       | ꤗ    | ꤘ   | ꤙ    |
| t   | ht   | n   | p   | ph      | m    | d   | b    |
| [t] | [tʰ] | [n] | [p] | [pʰ]    | [m]  | [d] | [b]  |
| ꤚ   | ꤛ    | ꤜ   | ꤝ   | ꤞ       | ꤟ    | ꤠ   | ꤡ    |
| r   | y    | l   | w   | th      | h    | v   | c    |
| [r] | [j]  | [l] | [w] | [ɕ,θ,s] | [h]  | [v] | [tɕ] |

### Siffror
| ꤀ | ꤁ | ꤂ | ꤃ | ꤄ | ꤅ | ꤆ | ꤇ | ꤈ | ꤉ |
| - | - | - | - | - | - | - | - | - | - |
| 0 | 1 | 2 | 3 | 4 | 5 | 6 | 7 | 8 | 9 |

## Datoranvändning
I Unicode har kayah li tilldelats kodpunkterna U+A900–U+A92F.